# Gomez Island
Gomez Island ist eine der Campbell-Inseln, einer Gruppe kleiner subarktischer Inseln vor der zu Neuseeland gehörenden Insel Campbell Island im südlichen Pazifischen Ozean.

## Geographie
Die 210 m lange und bis zu 165 m breite Insel befindet sich 1,15 km westlich der Westküste von Campbell Island. Sie erhebt sich mit ihren steil abfallenden Felsen über 60 m aus dem Meer. Zwischen Gomez Island und der Küste von Campbell Island befindet sich noch eine in der Diagonale zweigeteilte 225 m lange Felseninsel, die keinen Namen besitzt.

## Geologie
Gomez Island besteht aus Basalt-Gestein. Die Insel entstand durch Erosion und war ursprünglich Teil des ehemaligen Vulkans, der die Insel Campbell Island im späten Känozoikum bildete.

## Weltnaturerbe
Als Teil von Campbell Island zählt die Insel mit zum im Jahr 1998 anerkannten UNESCO-Weltnaturerbe, in dem die subarktischen Inselgruppen The Snares, Bounty Islands, Antipodes Islands, Auckland Islands und die Insel Campbell Island den Schutzstatus ausgesprochen bekommen haben.